# Булгаков, Анатолий Николаевич
Анатолий Николаевич Булгаков (18 июля 1944, Таганрог, Ростовская область) — советский футболист, полузащитник, советский и российский футбольный тренер.

## Биография
Воспитанник футбольной школы таганрогского «Торпедо». В основном составе команды выступал в 1962—1965 и 1968—1971 годах, сыграл не менее 140 матчей (по многим сезонам статистика недоступна). В 1966—1967 годах числился в составе ростовского СКА, но ни одного матча не сыграл. В 1971—1972 годах выступал за элистинский «Уралан».
В 1973 году начал тренерскую карьеру в родном городе, возглавлял коллективы физкультуры — «Металлург» и клубную команду «Торпедо». С 1979 года работал в тренерском штабе команды мастеров «Торпедо». В июле 1980 года назначен главным тренером таганрогского клуба и возглавлял его до 1983 года. Снова работал главным тренером клуба в 1994—1998 годах. Всего под руководством Булгакова таганрогское «Торпедо» провело в первенствах страны более 300 матчей.
Также тренировал клубы «Луч» (Азов), «Звезда» (Иркутск), «Локомотив» (Лиски). В 2005 году возглавлял любительский коллектив «Тагмет» из Таганрога. В 2006 году стал первым главным тренером нового профессионального клуба — «Таганрог», но в августе того же года оставил пост из-за проблем со здоровьем.